# KING OF チョップ!!
KING OF チョップ!!（キング・オブ・チョップ!!）は、DRAGONGATEが開催していたチョップの使い手No,1を決めるトーナメント戦。

## 概要
強烈なチョップを持つ若手が台頭してきたため団体内のチョップの使い手No,1を決めるべく、2012年に行われたトーナメント形式の大会である。勝敗は本人またはセコンドによるギブアップ、または、観客による拍手判定で行われた。1Dayもしくは2Daysで行われた。優勝賞金は30万円。また、4大会の優勝者によるグランドチャンピオン大会が開催された。優勝賞金は50万円。

## 第1回
日程
- 2012年4月19日

会場
- 神戸サンボーホール[1]

| CIMA             | カゲトラ   | フジイ     | 小林       | 小林 |
| ジミー・カゲトラ | カゲトラ   | フジイ     | 小林       | 小林 |
| ドン・フジイ     | フジイ     | フジイ     | 小林       | 小林 |
| リッチ・スワン   | フジイ     | フジイ     | 小林       | 小林 |
| 問題龍           | 小林       | 小林       | 小林       | 小林 |
| 小林瑛太         | 小林       | 小林       | 小林       | 小林 |
| サイバー・コング | サイバー   | 小林       | 小林       | 小林 |
| 土井成樹         | サイバー   | 小林       | 小林       | 小林 |
| 琴香             | YAMATO     | トマホーク | トマホーク | 小林 |
| YAMATO           | YAMATO     | トマホーク | トマホーク | 小林 |
| トマホークT.T    | トマホーク | トマホーク | トマホーク | 小林 |
| スペル・シーサー | トマホーク | トマホーク | トマホーク | 小林 |
| 吉野正人         | 吉野       | 望月       | トマホーク | 小林 |
| 戸澤陽           | 吉野       | 望月       | トマホーク | 小林 |
| 望月成晃         | 望月       | 望月       | トマホーク | 小林 |
| 鷹木信悟         | 望月       | 望月       | トマホーク | 小林 |

内容
- 第1回は1Day・16名で争われた。
- この大会に限り、副賞として(KING OF GATE出場者ではない場合、出場が決定している選手と強制的に入れ替わる形で)KING OF GATE出場権と好きな願い(王座挑戦など)を叶えることができる権利が与えられた。
- 優勝した小林瑛太はCIMAと入れ替わる形でのKING OF GATE出場権とメキシコ修行を希望した。

## 第2回
日程
- 2012年6月9日、6月10日

会場
- 札幌テイセンホール[2][3]

| YAMATO                | 土井           | 鷹木     | 鷹木     | 谷崎     | カゲトラ |
| 土井成樹              | 土井           | 鷹木     | 鷹木     | 谷崎     | カゲトラ |
| 戸澤陽                | 鷹木           | 鷹木     | 鷹木     | 谷崎     | カゲトラ |
| 鷹木信悟              | 鷹木           | 鷹木     | 鷹木     | 谷崎     | カゲトラ |
| B×Bハルク             | B×Bハルク      | ハルク   | 鷹木     | 谷崎     | カゲトラ |
| 斎藤"ジミー"了        |                | ハルク   | 鷹木     | 谷崎     | カゲトラ |
| 谷崎なおき            | 谷崎なおき     | 谷崎     | 谷崎     | 谷崎     | カゲトラ |
| 吉野正人              |                | 谷崎     | 谷崎     | 谷崎     | カゲトラ |
| 望月成晃              | 望月成晃       | 望月     | 谷崎     | 谷崎     | カゲトラ |
| 堀口元気H.A.Gee.Mee!! |                | 望月     | 谷崎     | 谷崎     | カゲトラ |
| Gamma                 | Gamma          | ススム   | ススム   | カゲトラ | カゲトラ |
| ジミー・ススム        |                | ススム   | ススム   | カゲトラ | カゲトラ |
| ドン・フジイ          | ドン・フジイ   | フジイ   | ススム   | カゲトラ | カゲトラ |
| スペル・シーサー      |                | フジイ   | ススム   | カゲトラ | カゲトラ |
| リッチ・スワン        | リッチ・スワン | スワン   | カゲトラ | カゲトラ | カゲトラ |
| Kzy                   |                | スワン   | カゲトラ | カゲトラ | カゲトラ |
| CIMA                  | CIMA           | カゲトラ | カゲトラ | カゲトラ | カゲトラ |
| ジミー・神田          | CIMA           | カゲトラ | カゲトラ | カゲトラ | カゲトラ |
| ドラゴン・キッド      | カゲトラ       | カゲトラ | カゲトラ | カゲトラ | カゲトラ |
| ジミー・カゲトラ      | カゲトラ       | カゲトラ | カゲトラ | カゲトラ | カゲトラ |

内容
- 第2回は唯一2Days・20名で争われた。
- 人数の都合上、A･B各ブロックに「ハンデ枠」として優勝まで合計5回勝たなければならない枠が4つずつ設置された。
- ジミー・カゲトラが前回2回戦敗退からの躍進で優勝。対して、谷崎なおきは前回(「トマホークT.T」の名前で出場)に続き準優勝に終わった。

## 第3回
日程
- 2012年11月2日

会場
- KBSホール[4]

| Mr.キューキュー・豊中ドルフィン | 吉野     | 吉野 | 吉野 |
| 吉野正人                        | 吉野     | 吉野 | 吉野 |
| 土井成樹                        | 神田     | 吉野 | 吉野 |
| ジミー・神田                    | 神田     | 吉野 | 吉野 |
| 鷹木信悟                        | YAMATO   | 吉野 | 吉野 |
| YAMATO                          | YAMATO   | 吉野 | 吉野 |
| 問題龍                          | 谷崎     | 谷崎 | 吉野 |
| 谷崎なおき                      | 谷崎     | 谷崎 | 吉野 |
| サイバー・コング                | サイバー | 谷崎 | 吉野 |
| ジミー・ススム                  | サイバー | 谷崎 | 吉野 |
| 望月成晃                        | 望月     | 谷崎 | 吉野 |
| HUB                             | 望月     | 谷崎 | 吉野 |

内容
- 第3回は1Day・12名で争われた。
- 人数の都合上、2回戦(準決勝)は巴戦(一番手選手を軸に右回りと左回りにて1発ずつ、計2発のチョップにて勝負を決する)となった。
- 前回前々回の2大会とも出場していながら1勝しかしていなかった吉野正人が優勝候補筆頭の谷崎なおきを決勝で破り優勝。対して、谷崎は3大会連続の準優勝の苦杯を喫することとなった。

## 第4回
日程
- 2012年12月2日

会場
- 名古屋国際会議場[5]

| 土井成樹                        | 豊中   | フジイ | 谷崎 |
| Mr.キューキュー・豊中ドルフィン | 豊中   | フジイ | 谷崎 |
| Gamma                           | Gamma  | フジイ | 谷崎 |
| 戸澤陽                          | Gamma  | フジイ | 谷崎 |
| YAMATO                          | フジイ | フジイ | 谷崎 |
| ドン・フジイ                    | フジイ | フジイ | 谷崎 |
| CIMA                            | 谷崎   | 谷崎   | 谷崎 |
| 谷崎なおき                      | 谷崎   | 谷崎   | 谷崎 |
| B×Bハルク                       | リード | 谷崎   | 谷崎 |
| スコット・リード                | リード | 谷崎   | 谷崎 |
| 鷹木信悟                        | 鷹木   | 谷崎   | 谷崎 |
| ジミー・神田                    | 鷹木   | 谷崎   | 谷崎 |

内容
- 第4回は第3回に続き1Day・12名で争われた。また、2回戦の巴戦制も続けて採用された。
- 3連続準優勝の名誉挽回に挑んだ谷崎なおきが初の決勝進出となったドン・フジイを破り、念願の優勝を果たした。

## グランドチャンピオン大会
日時
- 2013年1月27日

会場
- 神戸サンボーホール[6]

| Eita(棄権)       | 吉野正人 |
| ジミー・カゲトラ | 吉野正人 |
| 吉野正人         | 吉野正人 |
| 谷崎なおき       | 吉野正人 |

内容
- 2012年中に行われるはずだったが、大会本部長の八木隆行レフェリーが「忘年会や飲み会の影響で忘れていた」ため、年始1回目の神戸大会で行われることとなった。
- Eita(小林瑛太)はメキシコ遠征中で、当日帰国していなかったため棄権扱いとされた。
- Eita以外の3人で争われることとなり、形式は前述の巴戦を3度続けて行い勝敗を決するものとなった。
- 3人ともギブアップせず判定は観客判定に持ち込まれ、吉野正人が優勝した。